# Histoires de l'autre monde
Histoires de l'autre monde ou Contes des ténèbres (Tales from the Dark Side) est une série télévisée américaine en 90 épisodes de 30 minutes créée par George Andrew Romero et diffusée entre le 29 octobre 1983 et le 24 juillet 1988 en syndication.
En France, seuls 16 épisodes issus de la première saison ont été diffusés du 12 avril 1986 au 26 juillet 1986 sur Antenne 2.

## Synopsis
Des histoires horrifiques racontées par un narrateur hors champs.

## Distribution
Quelques acteurs parmi tant d'autres.... Liste à compléter.
- Paul Sparer : narrateur
- Linda Thorson : Elizabeth
- Margaret O'Brien : Mildred Webster
- Christian Slater :  Jody Tolliver (1984, saison 1, épisode 9)
- Penelope Ann Miller : Keena (saison 2 épisode 3)
- Farley Granger : Dr Roebuck
- Lori Cardille : Emily McCall (saison 3, épisode 4)
- Patricia Tallman : Janice Perry (saison 4, épisode 16)
- Brian Benben : Max Smith
- Christine Estabrook : (1987, 1 épisode)  Irene
- Vince Edwards (saison 1, épisode 20) : Henry Gropper
- Xenia Gratsos : Amanda Caine (1 épisode)
- Brinke Stevens : Cindy (saison 4, épisode 20)
- Coleen Gray : saison 2, épisode 17
- Wanda De Jesus :
- Nancy Travis : Laura (saison 3, épisode 15)

## Épisodes

### Première saison
1. The New Man
2. I'll Give You a Million
3. Pain Killer
4. The Odds
5. Mookie and Pookie
6. Slippage
7. Inside the Closet
8. The Word Processor of the Gods
9. A Case of the Stubborns
10. Djinn, No Chaser
11. All a Clone by the Telephone
12. In the Cards
13. L'anniversaire[2] (Anniversary Dinner)
14. Snip, Snip
15. Answer Me
16. The Tear Collector
17. The Madness Room[4] (The Madness Room)
18. If the Shoes Fit...
19. Levitation
20. It All Comes Out in the Wash
21. Bigalow's Last Smoke
22. Grandma's Last Wish
23. The False Prophet

### Deuxième saison
1. The Impressionist
2. Lifebomb
3. Ring Around the Redhead
4. Parlor Floor Front
5. Halloween Candy
6. The Satanic Piano
7. The Devil's Advocate
8. Distant Signals
9. The Trouble with Mary Jane
10. Ursa Minor
11. Effect and Cause
12. Monsters in My Room
13. Comet Watch
14. Dream Girl
15. A New Lease On Life
16. Printer's Devil
17. The Shrine
18. The Old Soft Shoe
19. The Last Car
20. A Choice of Dreams
21. Strange Love
22. The Unhappy Medium
23. Fear of Floating
24. The Casavin Curse

### Troisième saison
1. The Circus
2. I Can't Help Saying Goodbye
3. The Bitterest Pill
4. Florence Bravo
5. The Geezenstacks
6. Black Widows
7. Heretic
8. A Serpent's Tooth
9. Baker's Dozen
10. Deliver Us From Goodness
11. Seasons Of Belief
12. Miss May Dusa
13. The Milkman Cometh
14. My Ghostwriter - The Vampire
15. My Own Place
16. Red Leader
17. Everybody Needs A Little Love
18. Auld Acquaintances
19. The Social Climber
20. The Swap
21. Let The Games Begin
22. The Enormous Radio

### Quatrième saison
1. Beetles
2. Mary Mary
3. The Spirit Photographer
4. The Moth
5. No Strings
6. The Grave Robber
7. The Yaterring and Jack
8. Seymourlama
9. Sorry Right Number
10. Payment Overdue
11. Love Hungry
12. The Deal
13. The Apprentice
14. The Cutty Black Sow
15. Do Not Open This Box
16. Family Reunion
17. Going Native
18. Hush
19. Barter
20. Basher Malone

## VHS
Plusieurs épisodes sont sortis en cassettes video sous le titre Contes des ténèbres. 